# Martin Steinke
Martin Steinke, ab 1933 Tao Chün („steiler Pfad“), (chinesisch 道峻, Pinyin Daò Jùn), (* 23. Januar 1882 in Potsdam; † 29. August 1966 in Igersheim) war ein deutscher Buddhist und Schriftsteller.

## Leben

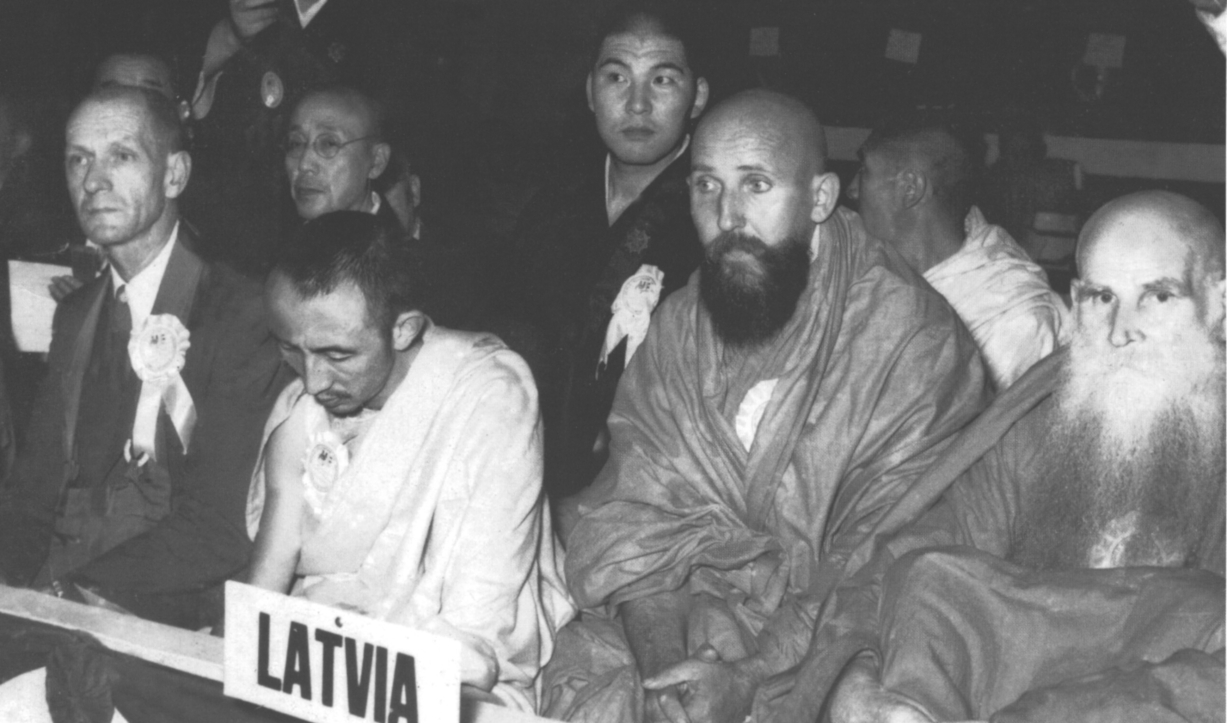
Martin Steinke (deutscher Delegierter), Kushok Bakula Rinpoche, Friedrich Voldemar Lustig und Karl Tõnisson (geb. Este, lett. Kārlis Tennison, russ. Карл Тыниссон, Ordensname: Vahindra). Die beiden letztgenannten lebten seit 1949 in einem birmanischen Kloster und waren die lettische Delegation beim Kongress der World Buddhist Federation, der parallel zur Eröffnung des 6. buddhistischen Konzils stattfand.

Martin Steinke wurde in Potsdam geboren und war schon als Kind von den Asiatika im Schloss Sanssouci fasziniert. Nach einer Ausbildung als Lehrer und einem volkswirtschaftlichen Studium gründete er ein eigenes Finanzberatungsunternehmen, was seine Existenz sicherte. Schon 1922 gründete er in Potsdam/Berlin die „Gemeinde um Buddha“ und publizierte einige Abhandlungen. Er ging 1933 mit Ignaz Trebitsch-Lincoln nach China und erhielt anlässlich seiner Mahâyâna-Ordinierung Ende 1933 den Namen Dao Jun Zhi Ming.
Beim Europäischen Buddhistischen Kongress in London 1934 wurde Dao Jun zum Präsidenten gewählt. 1934 gründete er sein „Vihara“ in Potsdam. 1937 begründete er mit seinen Schülern die Buddhistische Gemeinde e. V. in Berlin. Diese wurde während des Zweiten Weltkriegs verboten und Steinke für kurze Zeit inhaftiert. 1943 übersiedelte er nach Igersheim, wo er bis zu seinem Lebensende zahlreiche Besucher empfing, seine Vorträge vorbereitete und eine Reihe von Büchern verfasste. 1954 und 1956 wurde er zu den buddhistischen 2500-Jahr-Feiern nach Rangun eingeladen.
Karl-Heinz Gottmann und Wilhelm Müller waren zeitweilig buddhistische Schüler Martin Steinkes.
Martin Steinke hatte trotz dem Verbot der Buddhistischen Gemeinde „keine Berührungsängste gegenüber dem nationalsozialistischen Regime“. Im April 1941 arbeitete er für das Ostasien-Institut der SS, obwohl er weder der NSDAP noch einer ihrer Untergliederungen angehörte. Nach 1945 wurde Steinke Bürgermeister von Igersheim und Kurdirektor im benachbarten Bad Mergentheim, wo seine Zugehörigkeit zum Ostasien-Institut der SS offenbar nicht bekannt war.
Seine Adoptivtochter Hedwig Steinke-Boll (geb. 1903) gab nach seinem Tod eine Auswahl seiner Briefe unter dem Titel Leben – so bunt, so bunt, heraus. Der Nachlass von Steinke-Boll wird in der Staatlichen Bibliothek in Regensburg verwahrt.

## Werke
- Steinke, Martin; Kwatsu: Europäer u. Asiaten, einfach gesehen; Bremen 1943.
- Steinke, Martin; Das Lebensgesetz. Eine Antwort auf Lebensfragen aus buddhist. Sicht; München 1962.
- Steinke, Martin; Der Lebensschlüssel. Bewußtwerden und seine umfassende Kraft, München 1968
- Steinke-Boll, Hedwig (Hrsg.); Leben – so bunt, so bunt; Buddhistische Briefe aus zwei Jahrzehnten; von Martin Steinke -Tao Chün, Wien 1982.